# 韓湘子

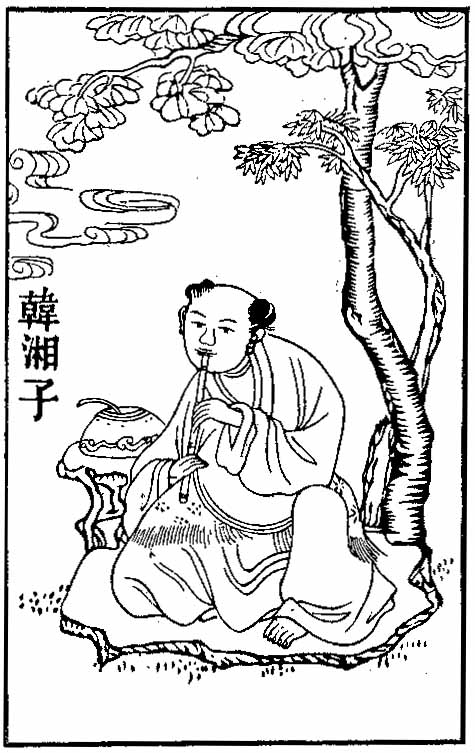
韓湘子

韓湘子（かん しょうし）は、中国の代表的な仙人である八仙の一人。
名は湘、字は清夫といい、「子」は男子の尊称。暗八仙は笛。
唐代の文豪・韓愈の甥の韓老成（韓愈の次兄の韓介の実子で、韓愈の長兄の韓会の養子）の子であり、子供の頃から韓愈に養われていた。
韓愈の子弟たちが学問に励む一方、彼は酒ばかり呑みぶらぶらしている放蕩者だった。二十歳の頃、突然行方不明になったかと思うと、しばらくしてぼろを身につけて帰ってきた。
韓愈が学問をするようにすすめると、「私が学んでいることはあなたのものとは違います」と言い、草の花をすぐに咲かせることができる、と言った。

彼が盆に土を盛り、牡丹を植えると、彼が言ったとおりすぐに花が咲いた。

よく見ると、花びらに「雲は秦嶺に横たわりて家いずくにかある。雪は藍関を擁して馬進まず」と書いてあった。意味を尋ねると、月日が経てばわかるという。

その年（819年）、憲宗の怒りに触れた韓愈は潮州へ流され、その途中大雪に遭うが、そこに韓湘子が現れ、以前自分が咲かせた花びらに書かれていた一句が的中したのだと言う。

韓愈が地名を尋ねてみると、そこははたして藍関だった。

そこで韓愈はその句に語句を付け足して、詩にして韓湘子に贈った。

やがて宿場に着くと、韓湘子は韓愈に一粒の薬を渡し、「瘴気の立ち込める地方では健康を保ちにくいでしょう。これを一粒飲めば、瘴気を防ぐことができます」と言い、しばらくして去っていった。

その後、韓湘子の言ったことはすべて的中したという。
師は呂洞賓と漢鍾離。洪涯先生という説もある。

## 参考
- 『中国古典文学大系24　六朝・唐・宋小説選』平凡社、前野直彬／訳－『青瑣高議』中、『韓湘子の物語』
- 東遊記（開放文学）（中文）－「湘子造酒開花」、「救叔藍関掃雪」